# غيرترود غيوم شاك
كانت غيرترود غيوم شاك (9 نوفمبر 1845 - 20 مايو 1903) ناشطة ألمانية في مجال حقوق المرأة. وكانت من رواد مكافحة البغاء المرخص في مسقط رأسها في ألمانيا. لاقت غيرترود مقاومة كبيرة بسبب الاعتقاد السائد بأن هذه الأمور لا ينبغي مناقشتها من قِبل أشخاص محترمين، وخصوصًا النساء. نشطت غيرترود أيضًا في تنظيم الجمعيات العمالية للنساء الألمانيات وارتبط اسمها بالحزب الديمقراطي الاجتماعي (إس بّي دي). نفتها السلطات الألمانية خارج البلاد بسبب نشاطاتها وآرائها السياسية. انتقلت إلى إنجلترا عام 1886 حيث انخرطت بالمنظمات الاشتراكية، لكنها اختلفت مع فريدريك إنجلز. واتجهت إلى الفلسفة الثيوصوفية بعد تركها للرابطة الاشتراكية الإنجليزية. ساهم رفضها للعلاج من سرطان الثدي بوفاتها المبكرة.

## بدايات حياتها
ولدت غيرترود شاك في 9 نوفمبر 1845 في قرية أوشوتس في سيليزيا في مملكة بروسيا بالقرب مما يدعى اليوم غورزوف شلونسكي. وكان والدها الكونت ألكسندر شاك فون فيتيناو ووالدتها إليزابيث كونتيسة كونيغدورف. تنتمي عائلة أبيها إلى طبقة النبلاء القديمة في سيليزيا السفلى. وكان والدها الكونت شاك رجلًا منفتحًا وحكيمًا وكان له تأثير كبير على ابنته الموهوبة. وفي 1862، باع والدا غيرترود البالغة 17 عامًا آنذاك، ممتلكاتهم واشتروا فيلا في بيوتين أن دير أودر.
انتقلت في خريف عام 1873 إلى مدينة نوفاشاتل في سويسرا. وتزوجت عام 1876 من رسام سويسري وعاشت معه لفترة في منزل والديه. كان زوجها إدوارد غيوم من لي فيرير في نوفاشاتل. وكان شقيقه جيمس غيوم أناركيًا ذو صلات وثيقة بميخائيل باكونين. انتقل الزوجان إلى باريس، ولكن اتضح أن زوجها لم يكن مستعدًا للالتزام بالزواج والتخلي عن العزوبية فطلبت غيرترود الطلاق وتركت باريس وعادت إلى منزلها في صيف 1878.

## حركة الإلغاء
أثناء وجودها في مدينة باريس، نشطت غيرترود غيوم شاك في حركة الإلغاء التي أسستها الإنجليزية جوزفين بتلر بهدف محاربة البغاء المرخص. وشرعت بنفس هذه الحملة في ألمانيا ونحو الأهداف ذاتها. وكان في رأيها أن الفحوصات الطبية الإلزامية وغيرها من الأنظمة المفروضة على المومسات تعاقب النساء ولكنها تتجاهل زبائنهن من الذكور. وفي يناير 1879، ذهبت إلى برلين لتعمل على قضيتها، وفي مارس 1879 قدمت محاضراتها الأولى لجمهور صغير جدًا. وفي 14 مايو 1880، تحدثت جهارًا ضد البغاء المرخص في قاعة المدينة في برلين ولكن عددًا قليلًا جدًا من الأشخاص حضر للاستماع إليها. وفي 7 مارس 1880، أسست داتشر كلتربند (الجمعية الثقافية الألمانية) في برلين وكانت النواة الأولى لما سيعرف لاحقًا باسم الاتحاد الدولي للإلغاء (آي إيه إف) في ألمانيا. تقنيًا، كانت هذه الجمعية مستقلة عن الاتحاد الدولي للإلغاء بسبب القيود المفروضة بموجب قوانين بروسيا، واتخذت من بيوتين أن دير أودر مقرًا لها. ومع ذلك، فقد اتبعت المبادئ التي حددتها جوزفين بتلر.
على الرغم من تلقيها دعم لينا مورغنسترن وفرانسيسكا تيبورتيوس، قياديات الحركة النسائية في برلين، إلا أن التقدم كان بطيئًا. رأى الكثير من الأشخاص المحتشمين أنه من غير اللائق بهم أن يتكلموا بموضوع البغاء علانية. أعربت فون شاك عن هذا الرأي عندما افتتحت محاضرة عامة عام 1882 قائلة «قد يكون مفاجئًا لكم أن مسألة صعبة المعالجة، مثل الأخلاق، يمكن مناقشتها علنًا، وقد يدهشك أكثر من ذلك أنني أنا، امرأة، أرغب بالتحدث عنها». حد القانون البروسي الخاص بالجمعيات والذي بقي ساريًا حتى 1908، من حق المرأة في الاجتماع ومناقشة القضايا السياسية والاجتماعية في الأماكن العامة.
تحدثت غيوم شاك في العديد من المناسبات والاجتماعات، وذكرت نشرة كونتيننتال الخاصة بالاتحاد العام والقرار البريطاني (آي إيه إف المستقبلي) أنها ألقت خطبها في شهري يناير وفبراير 1882 في كل من بريسلاو وليغنيتز وبرلين وهانوفر وبون وكولونيا وداسلدورف. وفي مارس، حضرت اجتماعات في ألبرفيلد وبارمن وفيسبادن ثم في دارمتشات حيث نُظم اجتماع كبير ومختلط يضم النساء والفتيات في صالة الألعاب الرياضية. أُخبر الحضور مسبقًا عن موضوع الاجتماع، واستمعوا إليها بهدوء عدا بعض المقاطعات من الذكور الجالسين في الصفوف الأمامية. وعندما بدأت بالحديث عن أن شرطة الآداب شكلت عقبة أمام إحدى المومسات عندما أرادت العودة إلى الحياة المستقيمة، صعد مفوض الشرطة وزملاؤه إليها وطلبوا منها التوقف عن الحديث لأن خطابها غير أخلاقي.